# WSC Erzgebirge Oberwiesenthal

Logo des WSC Erzgebirge Oberwiesenthal

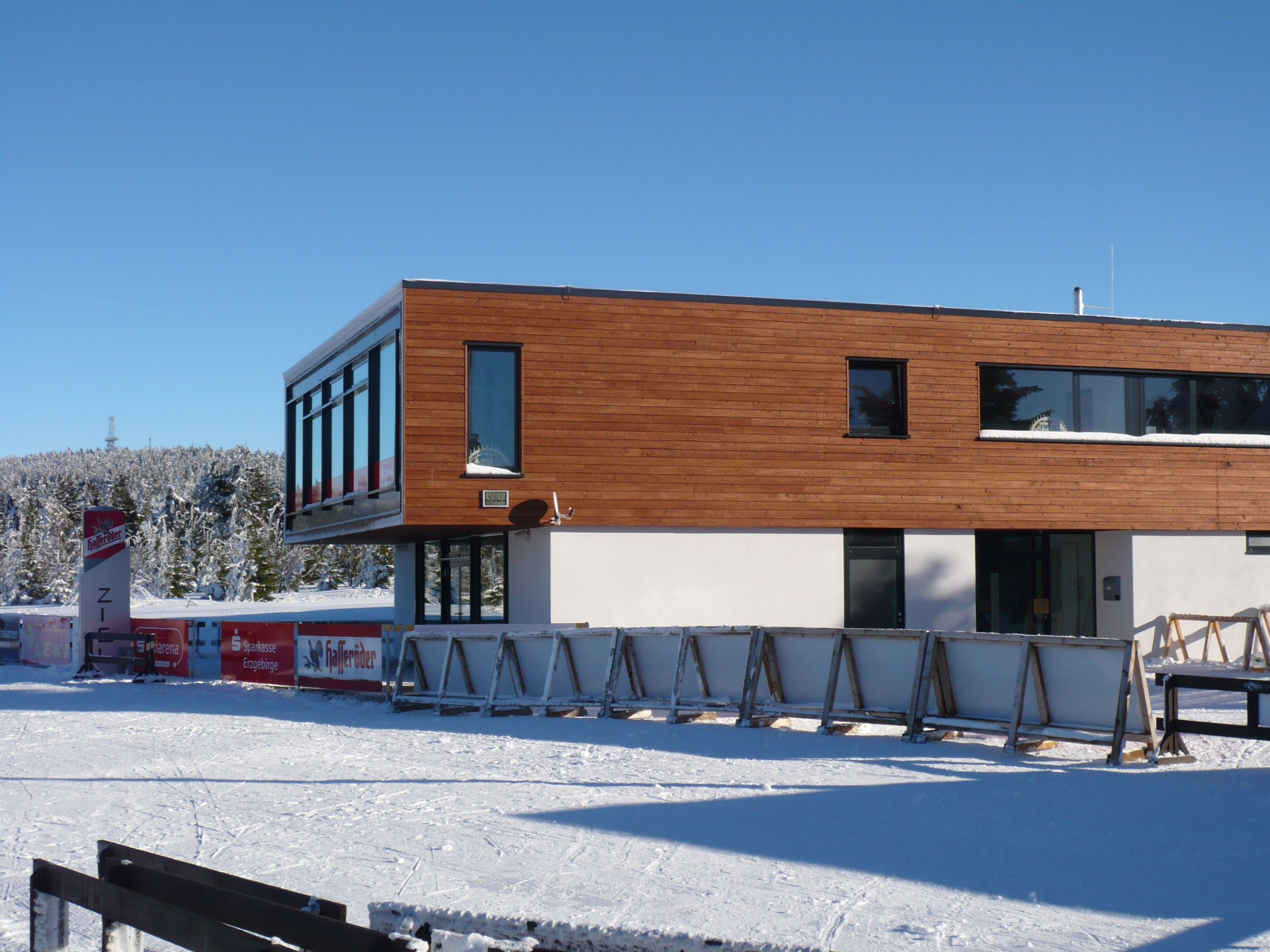
Loipenhaus der Sparkassen-Skiarena

Der WSC Erzgebirge Oberwiesenthal ist ein Wintersportverein mit 300 Mitgliedern, der im September 2002 gegründet wurde, um den traditionsreichen Wintersport am Fichtelberg auf solide Füße zu stellen. Damit führt er die erfolgreiche Tradition des SC Traktor Oberwiesenthal fort.
Schwerpunkt der Vereinsarbeit ist die Nachwuchsförderung und die Heranführung junger Sportler an den Leistungssport. Voraussetzungen dafür bieten der Bundesstützpunkt Oberwiesenthal (als Außenstelle des OSP Chemnitz/Dresden), die Eliteschule des Wintersports (Außenstelle des Annaberger Landkreis-Gymnasiums St. Annen) sowie das Sportinternat. Der Verein besteht aktuell aus den Abteilungen Skilanglauf, Biathlon, Rennrodeln, Skispringen und Nordische Kombination. Als Vereinsvorsitzende fungierten Kurt Rehahn (2002–2007, 2012–2014), Klaus-Peter Weingardt (2007–2012), Peter Riedel (2014–2016) und Toralf Kirsten (2017).
Der WSC betreibt mit der Sparkassen-Skiarena ein Skistadion für Langlauf und Biathlon und veranstaltet den Erzgebirgs-Skimarathon. Für den Verein starten und starteten zahlreiche erfolgreiche deutsche Sportler, darunter Viola Bauer, Denis Bertz, Eric Frenzel, Denis Geppert, Denise Herrmann-Wick, Andy Kühne, Lennart Metz, Erik Hänel, Lars Hänel, Tatjana Hüfner, Claudia Nystad, Sylke Otto, Ralf Palik, Tom Reichelt, Monique Siegel, René Sommerfeldt, Anke Wischnewski, Julia Taubitz und Torsten Wustlich.